# Дом Лооса
Дом Лооса или Лоосхаус (нем. Looshaus), он же Дом без бровей (нем. Haus ohne Augenbrauen) — офисное здание в стиле венского модернизма, расположенное на площади Михаэлерплац в районе Внутренний Город города Вена. Автором проекта был архитектор Адольф Лоос, в честь которого здание и получило название.

## История
В 1909 году престижной компанией «Голдман и Салач» (нем. Goldman & Salatsch) был объявлен архитектурный конкурс на проект нового здания на площади Михаэлерплац, по итогам которого не выявили победителя. После неудачного конкурса, Леопольд Гольдманн предложил контракт на строительство здания архитектору Адольфу Лоосу. Непосредственно строительными работами руководил архитектор Эрнст Эпштейн (нем. Ernst Epstein), а сами работы проводила компания «Питтель и Браузеветтер» (нем. Pittel+Brausewetter). Практически сразу минималистичный и простой облик здания привёл к скандалу, в процессе которого использовались формулировки, наподобие «непристойная нагота фасада здания». Из-за скандала строительство было приостановлено практически сразу после начала, в 1910 году, и лишь тогда, когда Лоос согласился декорировать фасад ящиками с цветами, строительство продолжилось и было окончательно завершено в 1912 году.
Внешний вид дома вызвал шок у горожан, которые предпочитали историзм в архитектуре. Здание презрительно назвали «домом без бровей», потому что обычные в то время карнизы над окнами полностью отсутствовали. Существует легенда, что император Франц Иосиф I избегал выезжать в город из Хофбурга через ворота Михайловского крыла (Михаэлертракт) на Михаэлерплац и приказал завесить те окна дворца, через которые был виден «отвратительный дом».
В 1944 году здание пострадало от близкого взрыва авиабомбы. В 1947 году дом был объявлен объектом архитектурного наследия Австрии. В 1960-х годах в здании располагался мебельный магазин. В 1987 году венско-нижнеавстрийское отделение банка Райффайзен приобрело здание и предприняло его реставрацию и реконструкцию под руководством исследователя творчества Лооса, Буркхардта Рукщо, после чего разместило в доме свой центральный офис.
С 2002 года в цокольном этаже здания, который был перепроектирован архитектором Паоло Пива, располагается «Designzone Looshaus» («Зона дизайна Адольфа Лооса»). Здесь регулярно проходят международные выставки и мероприятия, которые призваны привлечь внимание к важности австрийского дизайна как стимула для экономики. Здесь также представлены предметы, получившие Государственную премию имени Адольфа Лооса в области дизайна.

## Архитектура здания
Здание не является простым функционалистским объектом — при постройке не жалели ни средств на материалы, ни человеческих усилий. Заметен контраст между облицованной мрамором (эвбейский чиполин) нижней частью фасада и простым оштукатуренным фасадом жилых этажей.
Колоннада с тосканскими колоннами, это оммаж портику Михаэлеркирхе. Вместо украшений на верхних этажах перед окнами стоят цветочные ящики — по легенде, форма напоминает шляпу эрцгерцога и является аллюзией на Хофбург.